# Gnaphosa sandersi
Gnaphosa sandersi är en spindelart som beskrevs av Willis J. Gertsch och Davis 1940. Gnaphosa sandersi ingår i släktet Gnaphosa och familjen plattbuksspindlar. Inga underarter finns listade i Catalogue of Life.